# SICOM Televisión
SICOM Televisión forma parte de SICOM, anteriormente Sistema Estatal de Telecomunicaciones (SET), es un organismo público descentralizado del gobierno del estado de Puebla localizado en el área conurbada de la ciudad de Puebla que maneja los canales 16.1 y 16.2 con el distintivo XHPBZC-TDT que transmite en la ciudad de Puebla y en Zacatlán. Así como ocho estaciones de radio ubicadas en las ciudades de Puebla, Izúcar de Matamoros, Zacatlán, Teziutlán, Libres, Acatlán de Osorio, Tehuacán y Huachinango. Actualmente es dirigido por Fernando Sánchez Mejorada.

## Historia
Por decreto de H. Congreso de Estado de Puebla, se crea el Sistema de Información y Comunicación del Estado de Puebla (SICOM) el 31 de julio de 1998, cuya función principal sería apoyar al desarrollo educativo del estado mediante la administración y uso público y social de medios audiovisuales, principalmente la radio y televisión.
En la etapa final del gobierno de Melquiades Morales Flores, XHPUE-TV inicia transmisiones el 26 de noviembre de 2003, siendo una repetidora adicional al canal Once TV del Instituto Politécnico Nacional, dando el origen el concepto de "SICOM Televisión", también en esa etapa, iniciaban sus primeros programas, tales como fueron "SICOM Noticias", "El Callejón", "Vive Mejor", "Te lo digo Juan" y "El Fusil". A mediados de 2005, se renueva el canal con un nuevo concepto en lo cual daba origen una nueva forma de ver la televisión, sin embargo, deja de ser la repetidora de Once TV, ya que en su programación incluirían diversos programas en lo cual, era el propósito de tener varios programas propios del canal junto con algunos programas del Canal 22, TV UNAM y algunos organismos internacionales, tal como es DW.
En 2011, se decreta la creación del organismo Televisión, Radio y Tecnologías Digitales el cual reemplazaba al organismo de Sistema de Informática y Comunicaciones y, por ende, empieza un período de cambios en el canal, renombrándose a Puebla TV. Algunos programas cambiarían de nombre como, por ejemplo, "SICOM Noticias" a "Puebla Noticias", "Amateur" a "Puebla Deportes" y "SICOM Niños" a "Puebla Niños". Sin embargo, en otros programas como "Vive Mejor" se cambiaría de elenco.
A inicios de 2015, la estación de televisión paso de ser de un canal análogo a un canal digital, conservando su canal físico 26 al igual de su potencia de 728 kW.
En 2020 debido a la Pandemia de COVID-19 la estación fue autorizada para transmitir parte de la programación educativa que era dirigido para la educación, ya que se decretó que se suspendían las clases, pero las clases continúan desde casa. Se habilita el canal 26.2 en donde no solamente transmitían programas educativos de Edusat también SET producía sus propios programas educativos, cuya serie se llamaba De la A a la Z.
El 18 de agosto de 2021, debido al inminente vencimiento de la concesión XHPUE-TDT a fin de año, el Instituto Federal de Telecomunicaciones (IFT) autorizó la modificación del área de cobertura estatutaria de XHPBZC-TDT para incluir a todo el estado de Puebla, condicionada a la entrega de la concesión de la Ciudad de Puebla, la cual entró en vigencia el 3 de diciembre de 2021. Y con fecha de autorización el 1 de febrero de 2022. Al mismo tiempo, la recientemente renombrada SET Televisión comenzó a utilizar el canal virtual 16.

## Formato de imagen
Anteriormente, el canal transmitía en SDTV ya que en la mayoría de los programas retransmitidos de canales como: Canal Once de Instituto Politécnico Nacional, TV UNAM, Canal 44 de Guadalajara y algunos programas propios de la televisora mostraba sus programas con letterbox (barras horizontales), por lo tanto, la imagen de estos programas se mostraba estirada provocando desproporción en la imagen. A partir de 2019, el canal pasó a transmitir en su totalidad todos los programas en alta definición desde ese año.

## Logotipos del canal
| Periodo   | Nombre    | Características | Eslogan |
| --------- | --------- | --- | --- |
| 2003-2005 | Canal 26  | El logotipo hace referencias a la imagen del organismo SICOM, basado en un círculo amarillo con su órbita. El primer logotipo consiste en que el número "26" estaba entremetido en la órbita, en lo cual, se muestra en que la bola amarilla está en el espacio del número 6 | Canal 26, SICOM, Televisión                                                                                                  |
| 2005-2011 | SICOM 26  | El logotipo consiste en que la bola amarilla permanece en el espacio del número 6, ya posteriormente, en el número 2 conecta con la bola por donde está su punta del número que va a la derecha en el espacio en donde está, ya después la órbita como marca el diseño, se corta una parte del número 6. los números se muestra en color blanco, pero la parte de a dentro de la órbita es de color morado. Al paso de los años, se ha estado dando su diferente ubicación del logotipo. | - Canal 26, Más que televisión (2005-2008) - Canal 26, Otro enfoque (2008-2010) - Canal 26, El canal del Bicentenario (2010) |
| 2011-2017 | Puebla TV | El logotipo consiste en una línea delgada negra ubicada de forma vertical que con un círculo negro colocado en la parte de arriba al lado derecho se formaba la letra "P". Ya en el otro lado de la línea, se localizan cuatro círculos de color azul marino, azul turquesa, naranja y amarillo. | La Señal de los poblanos. |
| 2017      | Puebla TV | El logotipo consiste en que se quita el círculo negro y solamente están los 4 círculos formados originalmente. Abajo de los círculos aparece la leyenda de "Puebla" en color naranja y en la "a" un círculo azul con las letras de "TV" | La Señal de los poblanos. |
| 2019      | Puebla TV | A principios del año se tuvo que mostrar la bandera de México como su logotipo del canal debido a que había un gobernador interino en Puebla, ya que en ese entonces Martha Érika Alonso que era gobernadora de Puebla falleció junto con Rafael Moreno Valle Rosas tras un accidente aéreo. | - |
| 2019      | SET TV    | A finales del 2019 se mostró un nuevo logotipo de color guinda en lo cual consistía en un globo con la letra "P". Desafortunadamente no fue bien aceptado, curiosamente era un logo similar al de Azteca Siete. En 2020 se decidió que el logo sería una letra "S" que consistía en una cinta que tenía doblez y que en medio daba un estilo transparente | La Señal de los poblanos. |

## XHPZL-TV
XHPZL-TV fue una estación de televisión ubicado en la ciudad de Zacatlán, la cual era considerada como una repetidora del canal 26 de la ciudad de Puebla. Transmitió en el canal 4 VHF, con una potencia de 100 w. Hubo un tiempo en que tenía su propio logotipo, el cual consistía en una órbita en lo cual, la bolita amarilla se ubicaba en donde está la terminación del número 4, de hecho, el número 4 se localizaba dentro de la órbita, dando el espacio de adentro en color violeta. Abajo de logotipo estaba una leyenda que indicaba el nombre de la ciudad, es decir, "Zacatlán TV". La estación no realizó la transición a la TDT y su permiso, que venció el 11 de febrero de 2004, no fue refrendado.

## XHPBZC-TDT
El 20 de abril de 2017 se le otorgó al Gobierno del Estado de Puebla, la concesión de uso público para operar la estación XHPBZC-TDT para servir a la ciudad de Zacatlán. Se prevé que la estación sea usada para la retransmisión de Puebla TV. En 2022, la estación ubicada en Zacatlán, pasó a ser la estación principal del canal, mientras que la estación ubicada en la ciudad de Puebla, pasó a ser estación complementaria para servir a la ciudad ya mencionada.